# Talinoc i Jerlive
Talinoc i Jerlive (albanska: Talinoc i Jerlive, serbiska: Jerli Talinovac) är en by i Kosovo. Den ligger i kommunen Ferizaj. Enligt den senaste folkräkningen år 2011 fanns det 3 428 invånare.

## Demografi
| Demografi    | 2011 |
| ------------ | ---- |
| albaner      | 3421 |
| serber       | 1    |
| bosnier      | 2    |
| odeklarerade | 4    |